# Gret Widmann
Gret Widmann, Taufname Klara Margarethe, geborene Meyer (* 29. September 1875 in Zürich; † 27. Februar 1931 in Rüschlikon), war eine Schweizer Malerin, Illustratorin und Portraitfotografin.

## Leben und Werk
Gret Widmann studierte Malerei in München und lernte dort den Maler Fritz Widmann kennen. In München war sie als Malerin und Illustratorin tätig.
Das Paar heiratete und lebte ab 1899 im ehemaligen Wohnhaus von Johannes Brahms in Alt-Nidelbad, Rüschlikon. Dieser entdeckte im Sommer 1874 auf einer Reise entlang des Zürichsees das Haus und mietete sich dort ein.
Gret Widmann arbeitete in Rüschlikon im nahegelegenen Atelier der Malerin Anna Hug (1875–1951). Diese wurde später auch «Brahmshaus»-Besitzerin. Beide waren mit Helen Dahm und dem Maler Werner Weber (1892–1977) befreundet.
Gret Widmann liess sich später in Berlin zur Porträtfotografin ausbilden und fotografierte 1910, 1926 und 1929 Hermann Hesse, der mit dem Künstlerehepaar eng befreundet war. Zusammen unternahmen sie Studienreisen nach Italien.
Während der Kulturtage 2020 in Rüschlikon wurden Werke von Gret Widmann, Helen Dahm, Margrit Gsell-Heer, Anna Hug, Dora Raustein (1900–1987) und Isabelle Dillier (1913–2011) im AbeggHuus ausgestellt.